# Coccinellinae
Coccinellinae  (лат.) — подсемейство жесткокрылых из семейства Божьих коровок. Включает многочисленные виды среднего и крупного размера. В эту группу входят самые знакомые почти всем божьи коровки, присутствующие во всем мире, они составляют самую большую и наиболее представительную группу семейства.

## Описание
Обычно эти божьи коровки имеют длину тела более 4-5 мм., окрашены яркими цветами чаще всего с красными или желтыми оттенками с черными точками или узорами. Их поверхность блестящая, и они не имеют опушения. Могут иметь заметно вытянутую или овальную форму. Являются важными потребителями тли. Вероятно, это самая многочисленная группа в мире, населяющая все континенты.
Голова погружена в переднегрудь и несет усики средней длины, состоящие из 11 частей. Ротовой аппарат имеет некоторые типичные признаки: нижние челюсти раздвоенные или многозубые, последний элемент верхнечелюстных щупиков заметно треугольной формы и значительно более развит, чем другие, напоминающий форму топора.
Согласно некотором источникам немногие представители этого подсемейства могут питаться грибами.

## Систематика
В составе подсемейства:
- род: Adalia Mulsant, 1846
- род: Anatis Mulsant, 1846
- род: Anisosticta Chevrolat in Dejean, 1837
- род: Aphidecta Weise, 1893
- род: Calvia Mulsant, 1850
- род: Ceratomegilla Crotch, 1873
- род: Cheilomenes Chevrolat in Dejean, 1837
- род: Coccinella Linnaeus, 1758
- род: Coelophora Mulsant, 1850
- род: Coleomegilla Timberlake, 1920
- род: Cycloneda Crotch, 1871
- род: Harmonia Mulsant, 1850
- род: Hippodamia Chevrolat in Dejean, 1837
- род: Macronaemia Casey, 1899
- род: Megalocaria Crotch, 1871
- род: Micraspis Chevrolat in Dejean, 1837
- род: Mulsantina Weise, 1906
- род: Myzia Mulsant, 1846
- род: Naemia Mulsant, 1850
- род: Neoharmonia Crotch, 1871
- род: Olla Casey, 1899
- род: Paranaemia Casey, 1899
- род: Propylaea Mulsant, 1846
- род: Psyllobora Chevrolat in Dejean, 1837
- род: Synonycha Chevrolat in Dejean, 1837
- род: Verania Mulsant, 1850